# Qendër
Qendër je obec v okresu Gjirokastër, kraji Gjirokastër, jižní Albánii.